# Simion Ghimpu
Simion Ghimpu (n. 24 mai 1939, Colonița – d. 27 iulie 2010) a fost un scriitor și poet liric din Republica Moldova, profesor universitar, membru al Uniunii Scriitorilor din Moldova. A compus texte pentru peste 100 de cântece, o parte dintre ele devenind șlagăre.

## Biografie
Simion Ghimpu s-a născut la 24 mai 1939 în satul Colonița, lângă Chișinău, în familia Irinei și al lui Tudor Ghimpu. Tot acolo a și copilărit, alături de cei 4 frați ai săi: Gheorghe, Visarion, Valentina și Mihai. În 1957 a absolvit Școala Pedagogică din Călărași. Ulterior, a absolvit Universitatea de Stat din Moldova, facultatea de Istorie și Filologie (în 1964) și a făcut doctoratul la Academia de Arte din Moscova (în 1969).
Simion Ghimpu a fost membru al Uniunii Scriitorilor din Republica Moldova. A fost poet liric și a compus texte pentru peste 100 de cântece, conlucrând cu compozitori ca Eugen Doga, Ion Aldea Teodorovici, Mihai Dolgan, Arkady Luxemburg ș.a. Piesele sale au fost și mai sunt cântate de formațiile Noroc și Orizont, și de interpreții: Ion Suruceanu, Sofia Rotaru, Nadejda Cepraga, Anastasia Lazariuc, Nina Crulicovschi, Frații Bivol, Olga Ciolacu, Alexandru Lozanciuc, Radu Dolgan, Ana Barbu, Larisa Arsenie, Nicolae Cibotaru ș.a. Mai multe cântece după textele lui Simion Ghimpu au devenit șlagăre. Printre acestea se numără: Numai tu, Iubiți învățători, Ce rost are?, Amor, amor, Lacrima, Casa noastră și altele.
Un timp a predat dicția și limba română (cu caractere latine) studenților moldoveni la Institutul Teatral Lunacearski din Moscova. În 1969 și-a susținut teza de doctor în studiul artelor. A fost profesor universitar la Institutul de Arte „Gavriil Musicescu” din Chișinău până în anul 2000.
Primul său volum de versuri, Mereu, a apărut în 1995. A publicat cronici teatrale, eseuri, corespondențe, studii etnofolclorice și monografii didactice.
În cadrul unei serate de creație din 24 mai 2009, atunci când împlinise 70 de ani, Simion Ghimpu a lansat romanul autobiografic Viață pe muchie de cuțit, împreună cu un dublu CD Cântece pe versuri de Simion Ghimpu, care include 40 din cele mai cunoscute melodii al căror textier este el. În roman, autorul dezvăluie activitatea unui tânăr încadrat în opera de conștientizare a adevărului științific și istoric în condițiile Chișinăului și, mai târziu, ale Moscovei anilor ‘70.
Simion Ghimpu a murit la 27 iulie 2010. Sicriul cu trupul său a fost expus la Uniunea Scriitorilor, iar apoi a fost dus la biserica Sfânta Teodora de la Sihla. Înmormântarea sa a avut loc la Cimitirul Central din Chișinău, la funeralii participând poeți și scriitori ca Ion Hadârcă, Mihai Cimpoi și Ion Ciocanu. Traian Băsescu și Miheil Saakașvili și-au exprimat condolenanțele fratelui lui Simion, Mihai Ghimpu, care atunci era președinte interimar al Republicii Moldova.

## Lucrări
Volume și cărți
- Plai de cînt, plai de dor (1981)
- Mereu (ed. Hyperion, 1995)
- Reversul sentimentelor (editura Ruxanda, 2000)
- Dincolo (editura Pontos, 2003)
- Ghici, ce-s? (2003)
- Descifrări (2004)
- Stare de spirit (2007)
- Ia să-mi spui tu, spui (versuri pentru copii, 2008)
- Jeep-ul și Sania de la Colonița (nuvelă umoristică, 2008)
- Viață pe muchie de cuțit (roman autobiografic, 2009)

Altele
- Să vorbim corect și clar' (monografie didactică, 1988)
- Nunta și alte obiceiuri moldovenești (studiu etnofolcloric, 1990)

## Aprecieri
„Simion Ghimpu face parte dintr-o generație de romantici întîrziați, care prin anii 60 ai secolului XX, crezînd că le pot face pe toate, într-o perioadă cînd era nevoie de toate, au făcut de toate, inclusiv poezie. Ca un ostaș în rezervă care-și îmbracă din cînd în cînd hainele militare, ca să nu-l uite cu totul propriul trecut – Simion Ghimpu, acest ostaș de odinioară al poeziei, își amintește de poezie ca de o parte din sine, pe care dacă ar uita-o, de care dacă s-ar dezice, ne dă dumnealui de înțeles, ar trebui să se dezică de sine însuși.”—Nicolae Dabija